# Jules Richomme
Pour les articles homonymes, voir Richomme.

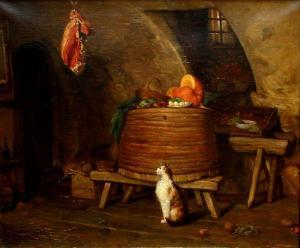
Jules Richomme, Chat Aux Aguets.

Jules Richomme, né le 19 septembre 1818 à Paris et mort dans la même ville le 16 octobre 1902, est un peintre, dessinateur et graveur français.

## Biographie
Né dans une famille de graveurs, d'imprimeur et d'éditeur de partitions de musique, Jules Richomme est le fils unique de Théodore Richomme, graveur en taille-douce et membre de l'Institut. Il est d'abord l'élève de son père avant d'être celui de Michel Martin Drolling à l'École des beaux-arts de Paris. Jules Richomme échoue au concours du prix de Rome en 1838 puis en 1840.
Il épouse la chanteuse lyrique soprano Camille Jenny Paupaille (née en 1835) que Jean-Auguste-Dominique Ingres apprécie dans ses concerts de salon. Le couple a une fille, Jeanne Richomme Raunay (1863-1942), qui fut une artiste lyrique mezzo-soprano, mariée à l'écrivain et critique d'art André Beaunier,.
Richomme est également le père de l'acteur de théâtre Camille Richomme dit Dumény (1857-1920), enfant qu'il a adopté. Il entretient une correspondance remarquable pendant toute sa vie avec son ami le musicien Charles Gounod dont des éléments furent publiés par son gendre André Beaunier.

## Carrière
Jules Richomme débute au Salon de 1833 où il présente des dessins. Par la suite, il expose des scènes de genre, des tableaux religieux et surtout des portraits. Il obtient une médaille de 3e classe au Salon de 1840 et une médaille de 2e classe au Salon de 1842, avec rappel en 1861 et 1863. Parmi les sujets historiques et religieux, on trouve des épisodes de la vie de Jeanne d'Arc, de François Ier et de Jacques Cœur.
En 1847, il voyage en Italie, à Rome en particulier, où il est reçu par Ingres et retrouve le peintre Alfred de Curzon.
Jusqu'à ce voyage en Italie, Jules Richomme avait donné des preuves « d'un talent sérieux, mais un peu froid ». Il change sa manière, alors, « par une indépendance d'allure, une vivacité de jet, une maestria de composition plus vive ». Il obtient une mention honorable à l'Exposition universelle de 1855.
En 1855-1856, il partage avec Camille Corot la décoration des chapelles de la Vierge et de Saint-Nicolas pour l'église de Ville-d'Avray.
Également graveur, il illustre des sujets tirés de la Bible, en particulier Ève se regardant dans une mare et Adam et Ève chassé du paradis. Il côtoie Théophile Gautier.
Il réalise la décoration de la chapelle Saint-Vincent-de-Paul de l'église Saint-Séverin à Paris en 1861. En 1863, il peint les chapelles des fonts baptismaux et de la Vierge de l'église Notre-Dame-de-la-Nativité de Bercy. Il réalise des peintures — dont un calvaire — pour la Cour d'assises de la Seine en 1868, et un Christ législateur pour l'église de Rosheim[Laquelle ?] dans le Bas-Rhin.
Il aurait été nommé chevalier de la Légion d'honneur lors de l'Exposition universelle de 1867 pour sa toile Saint Pierre de Alcantara.
L'État lui commande des décorations pour le théâtre de Cherbourg en 1879.
À la fin de sa vie, son atelier était situé au 15, cité Pigalle à Paris.
Jules Richomme est également professeur. Parmi ses élèves se trouvent le peintre Alphonse Louis Galbrund (1810-1885).

## Réception critique
En 1844, la revue Les Beaux-Arts, Illustration des Arts et de la Littérature considère que Jules Richomme et son Saint Sébastien délivré par les saintes femmes, rivalise avec Antoine Étex au Salon.
En 1848, la Revue des deux mondes considère que Jules Richomme appartient à l'école tempérée « que le public traite avec une ferveur méritée ».
En 1857, Jules Verne, alors critique du Salon, note que le Saint Nicolas de Jules Richomme est d'un « bon sentiment biblique ».
En 1888, dans L'art ochlocratique, Joséphin Peladan persifle le dessin de Jules Richomme : « Rousse, rose, mince, le corsage fendu, elle est bien un peu molle, la jeune miss de Richomme. »

## Œuvres exposées au Salon
- 1833 : Portrait M. A…, avocat dessin.
- 1836 : Jeune femme et son enfant.
- 1837 : La Sainte Famille, dessin d'après Raphaël.
- 1839 : Portrait de M. A. L….
- 1840 : Portrait d'homme.
- 1842 : Abraham par le conseil de Sara prend Agar pour femme ; Portrait de femme.
- 1843 : Saint Pierre repentant.
- 1844 : Saint Sébastien délivré par les saintes femmes ; Portrait du colonel de Saint A… ; Portrait d'homme.
- 1845 : Incrédulité de saint Thomas ; Portraits des enfants de M. Ch. P….
- 1848 : Le Christ apparaît à saint Martin, Le Repentir de saint Pierre ; Léda.
- 1849 : Érigone ; La Fiancée du roi de Garbe.
- 1850 : Conversion de la Madeleine ; Portrait de Mme R… ; Portrait de Mlle C… ; Vue de Saint-Pierre de Rome vue de la villa Pamfili-Doria ; Vue des Casius Corsini et Valentini, rue de la ville Pamfili-Doria à la porte San Pancrace ; Vue du pont Lamentano ; Vue de la tour de Cervaro (route de Rome à Tivoli).
- 1852 : Mendiante italienne, États Romains.
- 1853 : Jésus guérissant un paralytique ; L'Amour fuyant l'ivresse ; Portrait de femme.
- 1855 : Notre Seigneur Jésus-Christ guérit une femme malade ; Portrait de Mme R… ; Portrait de Mlle V. T… ; Portrait de M. H…, curé de Saint-Séverin ; Portrait de M. A. G….
- 1857 : Saint Nicolas sauvant des matelos ; Portrait de M. Leroy de Saint-Arnaud, conseiller d'État, maire du 12e arrondissement.
- 1859 : Portrait de Mlle L. S. de L… ; Portrait de M. Varé, architecte paysagiste.
- 1861 : Laissez venir à moi les petits enfants ; Décoration d'une partie de la chapelle de Saint-Vincent-de-Paul dans l'église Saint-Séverin de Paris, esquisse ; L'Étude interrompue ; Jeune mère, souvenir d'Italie ; Portrait de femme.
- 1863 : Consolatrix afflictorum (pour l'église Notre-Dame-de-la-Nativité de Bercy) ; Portrait de M. A. V… ; Portrait de Mlle C. V….
- 1864 : Saint Pierre d'Alcantara guérissant un enfant malade, réexposé en 1867 ; La Leçon de lecture.
- 1865 : Le Baptême de Jésus-Christ ; Portrait d'enfant.
- 1866 : La Décollation de saint Jean-Baptiste.
- 1867 : Portrait de M. J. L… ; La famille P… portraits en costume Louis XIII.
- 1868 : Christ en croix ; Portrait du docteur Charles V….
- 1869 : Portrait de Mme C….
- 1870 : Châteaux en Espagne ; L'Adoration des bergers (carton pour la chapelle de l'Annonciation de la cathédrale  Saint-André de Bordeaux).
- 1872 : Vergiss mein nicht ; Portrait d'enfant.
- 1873 : Consolation ; L'Éducation d'Achille.
- 1874 : Les Tuileries après la Commune, aquarelle ; Le Point du Jour après l'entrée de l'armée de versailles, mai 1871, aquarelle ; L'Hôtel de ville après l'incendie, mai 1871, aquarelle, Toilette ; Ne réveillez pas un chat qui dort.
- 1875 : L'Averse ; La petite Paresseuse ; Première leçon de violon.
- 1876 : La Colombe ; Portrait de la marquise Ginovi.
- 1877 : Femme arabe ; La Poupée chinoise.
- 1878 : Portrait de M. de H….
- 1879 : Portrait de M. B. M… ; Veilleuse.
- 1880 : Portrait de M. S… ; Portrait.
- 1881 : Le Repas chez le pharisien.
- 1882 : Amours en chasse ; Au Prado, Marseille.

## Œuvres dans les collections publiques
- Paris :
  - église Saint-Paul Saint-Louis : Saint Joseph et l'Enfant, 1870.
  - église Saint-Séverin, chapelle Saint-Vincent-de-Paul : Saint-Vincent-de-Paul plaidant la cause des enfants trouvés, peinture murale[16].
  - musée Carnavalet : Tannerie sur la Bièvre, vers 1892, huile sur toile.
  - musée du Louvre :
    - fonds de dessins ;
    - Femme nue, debout, huile sur toile sur contreplaqué.

  - musée d'Orsay : Joseph et ses frères, huile sur toile sur contreplaqué.
  - Musée des Arts décoratifs: portrait d'Alexandrine Grandjean, huile sur toile, 1887.

Œuvres de Jules Richomme
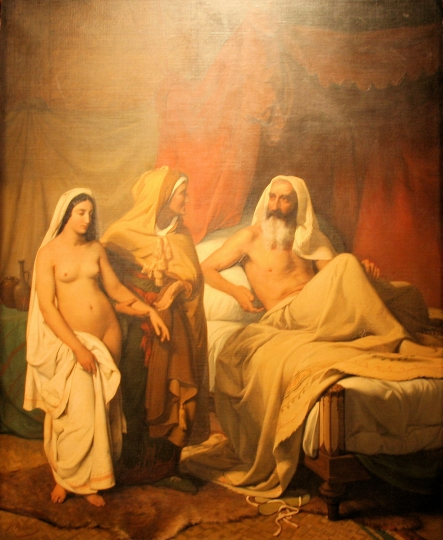
Abraham par le conseil de Sara prend Agar pour femme (Salon de 1842), localisation inconnue.
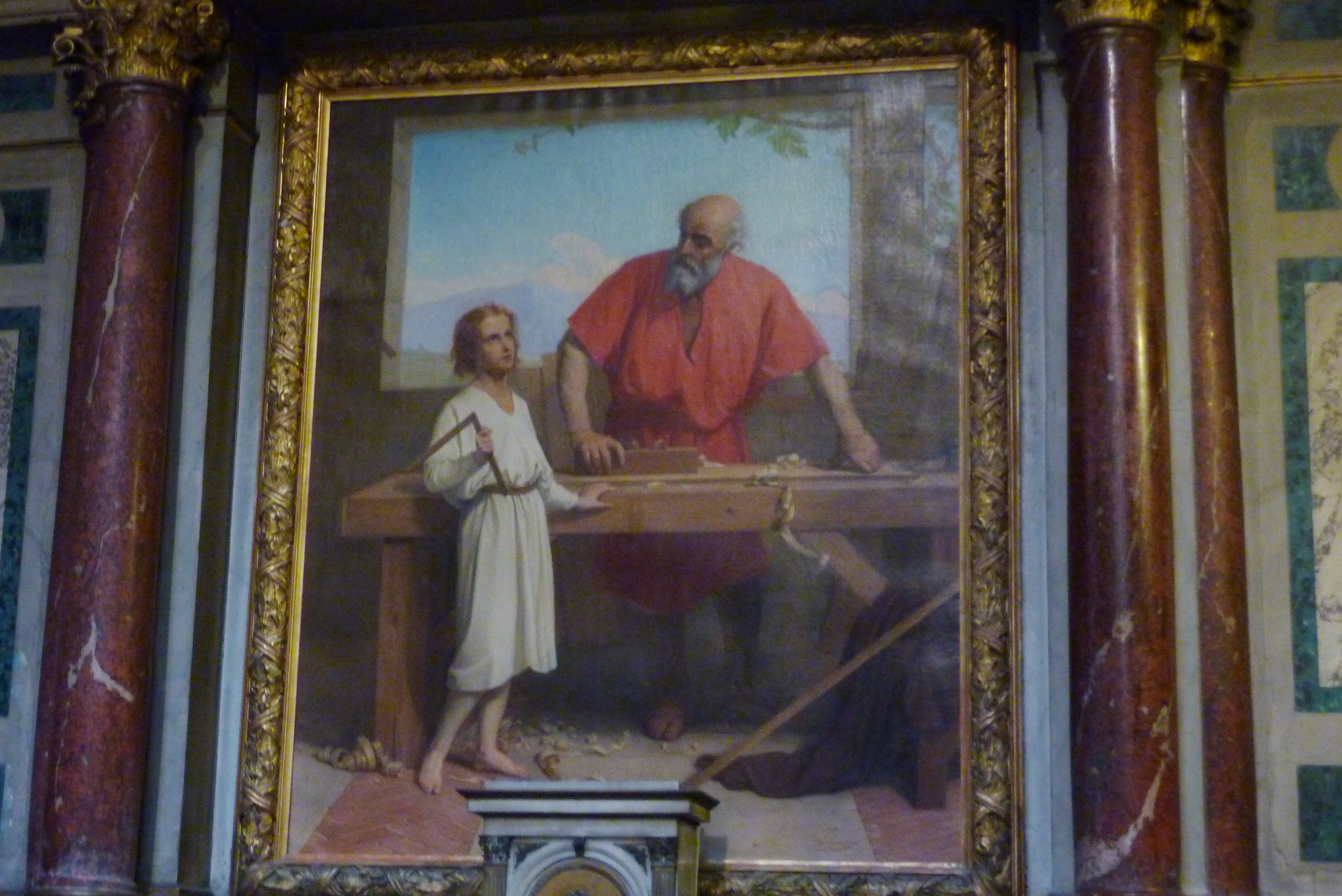
Saint Joseph et l'Enfant (1870), Paris, église Saint-Paul Saint-Louis.
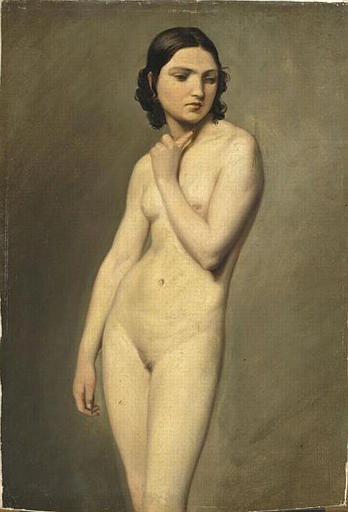
Femme nue, debout, Paris, musée du Louvre.